# Campeonato Mundial de Esqui Estilo Livre de 2019
O 17º Campeonato Mundial de Esqui Estilo Livre de 2019 foi realizado na estância de esqui Deer Valley, na cidade de Park City,  em Utah, nos Estados Unidos. O campeonato ocorreu entre 1 a 10 de fevereiro de 2019, sob organização da Federação Internacional de Esqui (FIS) e da Federação Americana de Esqui. Foi realizado paralelamente o 13º Campeonato Mundial de Snowboard. 

## Agenda
Um total de 15 eventos foram realizados nas provas de esqui estilo livre. 
| Q | Qualificação | F | Final |

| Evento↓/Data → | Qui 31 | Sex 1 | Sáb 2 | Sáb 2 | Dom 3 | Seg 4 | Seg 4 | Ter 5 | Ter 5 | Qua 6 | Qua 6 | Qui 7 | Sex 8 | Sex 8 | Sáb 9 | Dom 10 |
| -------------- | ------ | ----- | ----- | ----- | ----- | ----- | ----- | ----- | ----- | ----- | ----- | ----- | ----- | ----- | ----- | ------ |
| Ski cross      |        | Q     | F     | F     |       |       |       |       |       |       |       |       |       |       |       |        |
| Big air        |        |       | Q     | F     |       |       |       |       |       |       |       |       |       |       |       |        |
| Slopestyle     |        |       |       |       |       |       |       |       |       | Q     | F     |       |       |       |       |        |
| Aerials        |        |       |       |       |       |       |       | Q     | Q     | F     | F     |       |       |       |       |        |
| Aerials Equipe |        |       |       |       |       |       |       |       |       |       |       | F     |       |       |       |        |
| Moguls         |        |       |       |       |       |       |       |       |       |       |       |       | Q     | F     |       |        |
| Halfpipe       |        |       |       |       |       |       |       |       |       |       |       | Q     |       |       | F     |        |
| Dual moguls    |        |       |       |       |       |       |       |       |       |       |       |       |       |       | F     |        |

## Medalhistas

### Masculino
| Evento               | Ouro                          | Ouro                      | Prata                           | Prata                           | Bronze                          | Bronze               |
| -------------------- | ----------------------------- | ------------------------- | ------------------------------- | ------------------------------- | ------------------------------- | -------------------- |
| Big air detalhes     | Fabian Bösch · Suíça          | 186.0                     | Henrik Harlaut · Suécia         | 184.0                           | Alex Beaulieu-Marchand · Canadá | 183.25               |
| Ski cross detalhes   | François Place · França       | François Place · França   | Brady Leman · Canadá            | Brady Leman · Canadá            | Kevin Drury · Canadá            | Kevin Drury · Canadá |
| Slopestyle detalhes  | James Woods · Reino Unido     | 86.68                     | Birk Ruud · Noruega             | 85.40                           | Nick Goepper · Estados Unidos   | 85.18                |
| Aerials detalhes     | Maxim Burov · Rússia          | 130.09                    | Oleksandr Abramenko · Ucrânia   | 126.24                          | Noé Roth · Suíça                | 125.22               |
| Moguls detalhes      | Mikaël Kingsbury · Canadá     | 84.89                     | Matt Graham · Austrália         | 81.94                           | Daichi Hara · Japão             | 81.66                |
| Halfpipe detalhes    | Aaron Blunck · Estados Unidos | 94.20                     | Kevin Rolland · França          | 93.80                           | Noah Bowman · Canadá            | 91.60                |
| Dual moguls detalhes | Mikaël Kingsbury · Canadá     | Mikaël Kingsbury · Canadá | Bradley Wilson · Estados Unidos | Bradley Wilson · Estados Unidos | Daichi Hara · Japão             | Daichi Hara · Japão  |

### Feminino
| Event                | Ouro                                    | Ouro                       | Prata                        | Prata                        | Bronze                           | Bronze                        |
| -------------------- | --------------------------------------- | -------------------------- | ---------------------------- | ---------------------------- | -------------------------------- | ----------------------------- |
| Big air detalhes     | Tess Ledeux · França                    | 184.75                     | Julia Krass · Estados Unidos | 173.75                       | Isabel Atkin · Reino Unido       | 168.75                        |
| Ski cross detalhes   | Marielle Thompson · Canadá              | Marielle Thompson · Canadá | Fanny Smith · Suíça          | Fanny Smith · Suíça          | Alizée Baron · França            | Alizée Baron · França         |
| Slopestyle detalhes  | Cancelado                               | Cancelado                  | Cancelado                    | Cancelado                    | Cancelado                        | Cancelado                     |
| Aerials detalhes     | Aliaksandra Ramanouskaya · Bielorrússia | 113.18                     | Liubov Nikitina · Rússia     | 89.88 (T 17.7)               | Xu Mengtao · China               | 89.88 (T 17.0)                |
| Moguls detalhes      | Yulia Galysheva · Cazaquistão           | 79.14                      | Jakara Anthony · Austrália   | 78.99                        | Perrine Laffont · França         | 78.70                         |
| Halfpipe detalhes    | Kelly Sildaru · Estónia                 | 95.00                      | Cassie Sharpe · Canadá       | 94.40                        | Brita Sigourney · Estados Unidos | 90.60                         |
| Dual moguls detalhes | Perrine Laffont · França                | Perrine Laffont · França   | Jaelin Kauf · Estados Unidos | Jaelin Kauf · Estados Unidos | Tess Johnson · Estados Unidos    | Tess Johnson · Estados Unidos |

### Misto
| Event                   | Ouro                                             | Ouro   | Prata                                       | Prata  | Bronze                                                     | Bronze |
| ----------------------- | ------------------------------------------------ | ------ | ------------------------------------------- | ------ | ---------------------------------------------------------- | ------ |
| Aerials equipe detalhes | Suíça · Carol Bouvard · Nicolas Gygax · Noé Roth | 303.08 | China · Xu Mengtao · Sun Jiaxu · Wang Xindi | 297.82 | Rússia · Liubov Nikitina · Stanislav Nikitin · Maxim Burov | 296.74 |

## Quadro de medalhas
| Ordem | País           | Medalha de ouro | Medalha de prata | Medalha de bronze |    |
| ----- | -------------- | --------------- | ---------------- | ----------------- | -- |
| 1     | Canadá         | 3               | 2                | 3                 | 8  |
| 2     | França         | 3               | 1                | 2                 | 6  |
| 3     | Suíça          | 2               | 1                | 1                 | 4  |
| 4     | Estados Unidos | 1               | 3                | 3                 | 7  |
| 5     | Rússia         | 1               | 1                | 1                 | 3  |
| 6     | Reino Unido    | 1               | 0                | 1                 | 2  |
| 7     | Bielorrússia   | 1               | 0                | 0                 | 1  |
| 7     | Estónia        | 1               | 0                | 0                 | 1  |
| 7     | Cazaquistão    | 1               | 0                | 0                 | 1  |
| 10    | Austrália      | 0               | 2                | 0                 | 2  |
| 11    | China          | 0               | 1                | 1                 | 2  |
| 12    | Noruega        | 0               | 1                | 0                 | 1  |
| 12    | Suécia         | 0               | 1                | 0                 | 1  |
| 12    | Ucrânia        | 0               | 1                | 0                 | 1  |
| 15    | Japão          | 0               | 0                | 2                 | 2  |
|       | TOTAL          | 14              | 14               | 14                | 42 |